# Gabby Gabreski
Francis Stanley "Gabby" Gabreski (nascido Franciszek Gabryszewski; 28 de Janeiro de 1919 – 31 de Janeiro de 2002) foi um piloto e ás da aviação americano, piloto durante a Segunda Guerra Mundial, piloto de caças a jacto durante a Guerra da Coreia, servindo a Força Aérea dos Estados Unidos com mais de 26 anos de serviço, tendo-se retirado com o posto de Coronel.
Embora seja conhecido por ter abatido 34 aeronaves e feito 289 missões de combate e por ser um dos apenas sete pilotos que se tornaram ases na Segunda Grande Guerra e na Guerra da Coreia, Gabreski foi também os dos mais consagrados líderes da USAF. Além de comandar dois esquadrões de caças, Gabreski teve mais seis diferentes funções de comando, totalizando cerca de 11 anos a comandar e 15 anos a pilotar em missões.
Depois da sua carreira na USAF, Gabreski dirigiu a Long Island Rail Road, uma companhia de caminhos-de-ferro do Estado de Nova York, e lutou para melhorar os seus serviços e condições financeiras. Depois de dois anos e meio e sob pressão, demitiu-se e entrou para a reforma permanente.